# Copa América 2011
Campeonato Sudamericano Copa América 2011, mer känd som Copa América 2011, var den 43:e upplagan av Copa America som arrangerades av Conmebol och spelades i Argentina mellan 1 och 24 juli 2011. Regerande mästare från 2007 var Brasilien. Turneringen lottades i La Plata den 11 november 2010. Uruguay vann finalen mot Paraguay med 3-0, medan Peru slog Venezuela med 4-1 i kampen om bronsmedaljerna.
Uruguay fick i och med slutsegern spela i Fifa Confederations Cup 2013. Under turneringen användes frisparkssprayen för första gången i en landslagsturnering för att säkerställa att försvaret håller korrekt avstånd till bollen vid frispark.

## Spelorter
Anläggningarna för turneringen bekräftades den 24 juni 2009. Spelplatserna finns i totalt åtta spelorter.
| Spelort      | Arena                                       | Kapacitet |
| ------------ | ------------------------------------------- | --------- |
| Buenos Aires | Estadio Monumental Antonio Vespucio Liberti | 57 921    |
| Córdoba      | Estadio Mario Alberto Kempes                | 55 144    |
| Jujuy        | Estadio 23 de Agosto                        | 23 000    |
| La Plata     | Estadio Ciudad de La Plata                  | 53 000    |
| Mendoza      | Estadio Malvinas Argentinas                 | 40 268    |
| Salta        | Estadio Padre Ernesto Martearena            | 20 408    |
| San Juan     | Estadio del Bicentenario                    | 25 000    |
| Santa Fe     | Estadio Brigadier General Estanislao López  | 47 000    |

## Deltagande lag
Alla 10 länder från fotbollsförbundet CONMEBOL deltog, och dessutom skulle man bjuda in två lag för att få tolv lag och därmed tre grupper med fyra lag i varje. Både Japan och Mexiko bjöds in, även om dessa inte tillhör CONMEBOL, men ett förslag av Uefa om att landslag inte ska få delta i turneringar anordnade av andra konfederationer än dess egna, så vart det osäkert huruvida dessa två lag skulle kunna ställa upp i Copa América 2011. Till slut fick lagen från andra konfederationer än CONMEBOL klartecken att skicka sina U23-trupper.
Japan, som bjöds in från början, var tvungen att dra sig ur turneringen efter jordbävningen och den efterföljande flodvågskatastrofen under våren 2011. Detta för att katastrofen skulle ändra spelschemat i den japanska högstadivisionen, J. League, vilket skulle medföra att japanska spelare inte skulle kunna delta. Senare meddelade de att de skulle ställa upp med spelare som spelar i Europa. Trots detta drog Japan sig ur kort efter och istället bjöds Spanien in att deltaga, något de senare tackade nej till.
Till slut skickade ytterligare ett lag från CONCACAF, Costa Rica, ett lag som skulle deltaga i Copa América 2011 tillsammans med Mexiko. Detta innebar att alla tolv länder som var representerade kom från Latinamerika.
Lottningen till gruppspelet hölls den 11 november 2010 i La Plata klockan 17:00 lokal tid. Lagen delades in i fyra seedningsgrupper och ett lag från seedningsgruppen placerades i varsin grupp i gruppspelet.

## Domare
En lista på 24 domare (samt två assisterande reservdomare) utannonserades av CONMEBOLs domarkommission den 8 juni 2011.
| - Argentina: Sergio Pezzotta och Ricardo Casas (reserv) - Bolivia: Raúl Orosco och Efraín Castro (reserv) - Brasilien: Sálvio Fagundes och Marcio Santiago (reserv) - Chile: Enrique Osses och Francisco Mondría (reserv) - Chile: Wilmar Roldán och Humberto Clavijo (reserv) - Ecuador: Carlos Vera och Luis Alvarado (reserv) | - Paraguay: Carlos Amarilla och Nicolás Yegros (reserv) - Peru: Víctor Hugo Rivera och Luis Abadie (reserv) - Uruguay: Roberto Silvera och Miguel Nievas (reserv) - Venezuela: Juan Soto och Luis Sánchez (reserv) - Costa Rica: Wálter Quesada och Leonel Leal (reserv) - Mexiko: Francisco Chacon och Marvin Torrentera (reserv) |
| Assisterande reservdomare: Diego Bonfa och Hernán Maidana från Argentina | |

## Spelartrupper
Fotbollsförbunden fick ta med en trupp på 23 spelare. Varje deltagande lag var tvungna att ha bekräftat en 23-mannatrupp innan turneringens start. Tre av de 23 spelarna skulle vara målvakter som ej får spela som utespelare.

## Resultat

### Gruppspel
I gruppspelet deltar tolv lag fördelade i tre grupper, där varje lag möter de andra tre en gång. De två bästa lagen i varje grupp går vidare till kvartsfinaler tillsammans med de två bästa treorna.

#### Grupp A
| Nr | Lag        | S | V | O | F | GM | IM | MS | P |
| -- | ---------- | - | - | - | - | -- | -- | -- | - |
| 1  | Colombia   | 3 | 2 | 1 | 0 | 3  | 0  | +3 | 7 |
| 2  | Argentina  | 3 | 1 | 2 | 0 | 4  | 1  | +3 | 5 |
| 3  | Costa Rica | 3 | 1 | 0 | 2 | 2  | 4  | −2 | 3 |
| 4  | Bolivia    | 3 | 0 | 1 | 2 | 1  | 5  | −4 | 1 |

|             | 1 juli 2011 | Argentina         | 1 – 1   | Bolivia              | Estadio Ciudad de La Plata                 |                                            |
| 21:45 UTC−3 | 21:45 UTC−3 | Sergio Agüero 75′ | (0 – 0) | Edivaldo Hermoza 47′ | La Plata Domare: Roberto Silvera (Uruguay) | La Plata Domare: Roberto Silvera (Uruguay) |
| 21:45 UTC−3 | 21:45 UTC−3 |                   |         |                      | La Plata Domare: Roberto Silvera (Uruguay) | La Plata Domare: Roberto Silvera (Uruguay) |
| 21:45 UTC−3 | 21:45 UTC−3 |                   |         |                      | La Plata Domare: Roberto Silvera (Uruguay) | La Plata Domare: Roberto Silvera (Uruguay) |

|             | 2 juli 2011 | Colombia         | 1 – 0   | Costa Rica | Estadio 23 de Agosto                |                                     |
| 15:30 UTC−3 | 15:30 UTC−3 | Adrián Ramos 44′ | (1 – 0) |            | Jujuy Domare: Enrique Osses (Chile) | Jujuy Domare: Enrique Osses (Chile) |
| 15:30 UTC−3 | 15:30 UTC−3 |                  |         |            | Jujuy Domare: Enrique Osses (Chile) | Jujuy Domare: Enrique Osses (Chile) |
| 15:30 UTC−3 | 15:30 UTC−3 |                  |         |            | Jujuy Domare: Enrique Osses (Chile) | Jujuy Domare: Enrique Osses (Chile) |

|             | 6 juli 2011 | Argentina | 0 – 0 | Colombia | Estadio Brigadier General Estanislao López  |                                             |
| 21:45 UTC−3 | 21:45 UTC−3 |           |       |          | Santa Fe Domare: Sálvio Spinola (Brasilien) | Santa Fe Domare: Sálvio Spinola (Brasilien) |
| 21:45 UTC−3 | 21:45 UTC−3 |           |       |          | Santa Fe Domare: Sálvio Spinola (Brasilien) | Santa Fe Domare: Sálvio Spinola (Brasilien) |
| 21:45 UTC−3 | 21:45 UTC−3 |           |       |          | Santa Fe Domare: Sálvio Spinola (Brasilien) | Santa Fe Domare: Sálvio Spinola (Brasilien) |

|             | 7 juli 2011 | Bolivia | 0 – 2   | Costa Rica                           | Estadio 23 de Agosto                |                                     |
| 19:15 UTC−3 | 19:15 UTC−3 |         | (0 – 0) | Josué Martínez 59′ Joel Campbell 78′ | Jujuy Domare: Carlos Vera (Ecuador) | Jujuy Domare: Carlos Vera (Ecuador) |
| 19:15 UTC−3 | 19:15 UTC−3 |         |         |                                      | Jujuy Domare: Carlos Vera (Ecuador) | Jujuy Domare: Carlos Vera (Ecuador) |
| 19:15 UTC−3 | 19:15 UTC−3 |         |         |                                      | Jujuy Domare: Carlos Vera (Ecuador) | Jujuy Domare: Carlos Vera (Ecuador) |

|             | 10 juli 2011 | Colombia                       | 2 – 0   | Bolivia | Estadio Brigadier General Estanislao López |                                            |
| 16:00 UTC−3 | 16:00 UTC−3  | Radamel Falcao 14′, 29′ (str.) | (2 – 0) |         | Santa Fe Domare: Francisco Chacón (Mexiko) | Santa Fe Domare: Francisco Chacón (Mexiko) |
| 16:00 UTC−3 | 16:00 UTC−3  |                                |         |         | Santa Fe Domare: Francisco Chacón (Mexiko) | Santa Fe Domare: Francisco Chacón (Mexiko) |
| 16:00 UTC−3 | 16:00 UTC−3  |                                |         |         | Santa Fe Domare: Francisco Chacón (Mexiko) | Santa Fe Domare: Francisco Chacón (Mexiko) |

|             | 11 juli 2011 | Argentina                                   | 3 – 0   | Costa Rica | Estadio Mario Alberto Kempes              |                                           |
| 21:45 UTC−3 | 21:45 UTC−3  | Sergio Agüero 45′, 51+1′ Ángel Di María 63′ | (1 – 0) |            | Córdoba Domare: Víctor Hugo Rivera (Peru) | Córdoba Domare: Víctor Hugo Rivera (Peru) |
| 21:45 UTC−3 | 21:45 UTC−3  |                                             |         |            | Córdoba Domare: Víctor Hugo Rivera (Peru) | Córdoba Domare: Víctor Hugo Rivera (Peru) |
| 21:45 UTC−3 | 21:45 UTC−3  |                                             |         |            | Córdoba Domare: Víctor Hugo Rivera (Peru) | Córdoba Domare: Víctor Hugo Rivera (Peru) |

#### Grupp B
| Nr | Lag       | S | V | O | F | GM | IM | MS | P |
| -- | --------- | - | - | - | - | -- | -- | -- | - |
| 1  | Brasilien | 3 | 1 | 2 | 0 | 6  | 4  | +2 | 5 |
| 2  | Venezuela | 3 | 1 | 2 | 0 | 4  | 3  | +1 | 5 |
| 3  | Paraguay  | 3 | 0 | 3 | 0 | 5  | 5  | 0  | 3 |
| 4  | Ecuador   | 3 | 0 | 1 | 2 | 2  | 5  | −3 | 1 |

|             | 3 juli 2011 | Brasilien | 0 – 0 | Venezuela | Estadio Ciudad de La Plata             |                                        |
| 16:00 UTC−3 | 16:00 UTC−3 |           |       |           | La Plata Domare: Raúl Orosco (Bolivia) | La Plata Domare: Raúl Orosco (Bolivia) |
| 16:00 UTC−3 | 16:00 UTC−3 |           |       |           | La Plata Domare: Raúl Orosco (Bolivia) | La Plata Domare: Raúl Orosco (Bolivia) |
| 16:00 UTC−3 | 16:00 UTC−3 |           |       |           | La Plata Domare: Raúl Orosco (Bolivia) | La Plata Domare: Raúl Orosco (Bolivia) |

|             | 3 juli 2011 | Paraguay | 0 – 0 | Ecuador | Estadio Brigadier General Estanislao López   |                                              |
| 18:30 UTC−3 | 18:30 UTC−3 |          |       |         | Santa Fe Domare: Sergio Pezzotta (Argentina) | Santa Fe Domare: Sergio Pezzotta (Argentina) |
| 18:30 UTC−3 | 18:30 UTC−3 |          |       |         | Santa Fe Domare: Sergio Pezzotta (Argentina) | Santa Fe Domare: Sergio Pezzotta (Argentina) |
| 18:30 UTC−3 | 18:30 UTC−3 |          |       |         | Santa Fe Domare: Sergio Pezzotta (Argentina) | Santa Fe Domare: Sergio Pezzotta (Argentina) |

|             | 9 juli 2011 | Brasilien           | 2 – 2   | Paraguay                               | Estadio Mario Alberto Kempes             |                                          |
| 16:00 UTC−3 | 16:00 UTC−3 | Jádson 38′ Fred 89′ | (1 – 0) | Roque Santa Cruz 54′ Nelson Valdez 66′ | Córdoba Domare: Wilmar Roldán (Colombia) | Córdoba Domare: Wilmar Roldán (Colombia) |
| 16:00 UTC−3 | 16:00 UTC−3 |                     |         |                                        | Córdoba Domare: Wilmar Roldán (Colombia) | Córdoba Domare: Wilmar Roldán (Colombia) |
| 16:00 UTC−3 | 16:00 UTC−3 |                     |         |                                        | Córdoba Domare: Wilmar Roldán (Colombia) | Córdoba Domare: Wilmar Roldán (Colombia) |

|             | 9 juli 2011 | Venezuela          | 1 – 0   | Ecuador | Estadio Padre Ernesto Martearena          |                                           |
| 18:30 UTC−3 | 18:30 UTC−3 | César González 61′ | (0 – 0) |         | Salta Domare: Wálter Quesada (Costa Rica) | Salta Domare: Wálter Quesada (Costa Rica) |
| 18:30 UTC−3 | 18:30 UTC−3 |                    |         |         | Salta Domare: Wálter Quesada (Costa Rica) | Salta Domare: Wálter Quesada (Costa Rica) |
| 18:30 UTC−3 | 18:30 UTC−3 |                    |         |         | Salta Domare: Wálter Quesada (Costa Rica) | Salta Domare: Wálter Quesada (Costa Rica) |

|             | 13 juli 2011 | Paraguay                                                   | 3 – 3   | Venezuela                                                | Estadio Padre Ernesto Martearena    |                                     |
| 19:15 UTC−3 | 19:15 UTC−3  | Antolín Alcaraz 33′ Lucas Barrios 62′ Cristian Riveros 85′ | (1 – 1) | Salomón Rondón 5′ Nicolás Fedor 89′ Grenddy Perozo 90+2′ | Salta Domare: Enrique Osses (Chile) | Salta Domare: Enrique Osses (Chile) |
| 19:15 UTC−3 | 19:15 UTC−3  |                                                            |         |                                                          | Salta Domare: Enrique Osses (Chile) | Salta Domare: Enrique Osses (Chile) |
| 19:15 UTC−3 | 19:15 UTC−3  |                                                            |         |                                                          | Salta Domare: Enrique Osses (Chile) | Salta Domare: Enrique Osses (Chile) |

|             | 13 juli 2011 | Brasilien                     | 4 – 2   | Ecuador                 | Estadio Mario Alberto Kempes              |                                           |
| 21:45 UTC−3 | 21:45 UTC−3  | Pato 27′, 60′ Neymar 48′, 71′ | (1 – 1) | Felipe Caicedo 37′, 58′ | Córdoba Domare: Roberto Silvera (Uruguay) | Córdoba Domare: Roberto Silvera (Uruguay) |
| 21:45 UTC−3 | 21:45 UTC−3  |                               |         |                         | Córdoba Domare: Roberto Silvera (Uruguay) | Córdoba Domare: Roberto Silvera (Uruguay) |
| 21:45 UTC−3 | 21:45 UTC−3  |                               |         |                         | Córdoba Domare: Roberto Silvera (Uruguay) | Córdoba Domare: Roberto Silvera (Uruguay) |

#### Grupp C
| Nr | Lag     | S | V | O | F | GM | IM | MS | P |
| -- | ------- | - | - | - | - | -- | -- | -- | - |
| 1  | Chile   | 3 | 2 | 1 | 0 | 4  | 2  | +2 | 7 |
| 2  | Uruguay | 3 | 1 | 2 | 0 | 3  | 2  | +1 | 5 |
| 3  | Peru    | 3 | 1 | 1 | 1 | 2  | 2  | 0  | 4 |
| 4  | Mexiko  | 3 | 0 | 0 | 3 | 1  | 4  | −3 | 0 |

|             | 4 juli 2011 | Uruguay         | 1 – 1   | Peru               | Estadio San Juan del Bicentenario         |                                           |
| 19:15 UTC−3 | 19:15 UTC−3 | Luis Suárez 45′ | (1 – 1) | Paolo Guerrero 23′ | San Juan Domare: Wilmar Roldán (Colombia) | San Juan Domare: Wilmar Roldán (Colombia) |
| 19:15 UTC−3 | 19:15 UTC−3 |                 |         |                    | San Juan Domare: Wilmar Roldán (Colombia) | San Juan Domare: Wilmar Roldán (Colombia) |
| 19:15 UTC−3 | 19:15 UTC−3 |                 |         |                    | San Juan Domare: Wilmar Roldán (Colombia) | San Juan Domare: Wilmar Roldán (Colombia) |

|             | 4 juli 2011 | Chile                                | 2 – 1   | Mexiko            | Estadio San Juan del Bicentenario      |                                        |
| 21:45 UTC−3 | 21:45 UTC−3 | Esteban Paredes 66′ Arturo Vidal 72′ | (0 – 1) | Nestor Araújo 40′ | San Juan Domare: Juan Soto (Venezuela) | San Juan Domare: Juan Soto (Venezuela) |
| 21:45 UTC−3 | 21:45 UTC−3 |                                      |         |                   | San Juan Domare: Juan Soto (Venezuela) | San Juan Domare: Juan Soto (Venezuela) |
| 21:45 UTC−3 | 21:45 UTC−3 |                                      |         |                   | San Juan Domare: Juan Soto (Venezuela) | San Juan Domare: Juan Soto (Venezuela) |

|             | 8 juli 2011 | Uruguay            | 1 – 1   | Chile              | Estadio Malvinas Argentinas                |                                            |
| 19:15 UTC−3 | 19:15 UTC−3 | Álvaro Pereira 53′ | (0 – 0) | Alexis Sánchez 64′ | Mendoza Domare: Carlos Amarilla (Paraguay) | Mendoza Domare: Carlos Amarilla (Paraguay) |
| 19:15 UTC−3 | 19:15 UTC−3 |                    |         |                    | Mendoza Domare: Carlos Amarilla (Paraguay) | Mendoza Domare: Carlos Amarilla (Paraguay) |
| 19:15 UTC−3 | 19:15 UTC−3 |                    |         |                    | Mendoza Domare: Carlos Amarilla (Paraguay) | Mendoza Domare: Carlos Amarilla (Paraguay) |

|             | 8 juli 2011 | Peru               | 1 – 0   | Mexiko | Estadio Malvinas Argentinas                 |                                             |
| 21:45 UTC−3 | 21:45 UTC−3 | Paolo Guerrero 82′ | (0 – 0) |        | Mendoza Domare: Sergio Pezzotta (Argentina) | Mendoza Domare: Sergio Pezzotta (Argentina) |
| 21:45 UTC−3 | 21:45 UTC−3 |                    |         |        | Mendoza Domare: Sergio Pezzotta (Argentina) | Mendoza Domare: Sergio Pezzotta (Argentina) |
| 21:45 UTC−3 | 21:45 UTC−3 |                    |         |        | Mendoza Domare: Sergio Pezzotta (Argentina) | Mendoza Domare: Sergio Pezzotta (Argentina) |

|             | 12 juli 2011 | Chile                   | 1 – 0   | Peru | Estadio Malvinas Argentinas                 |                                             |
| 19:15 UTC−3 | 19:15 UTC−3  | Aldo Corzo 90+2′ (sjm.) | (0 – 0) |      | Mendoza Domare: Sálvio Fagundes (Brasilien) | Mendoza Domare: Sálvio Fagundes (Brasilien) |
| 19:15 UTC−3 | 19:15 UTC−3  |                         |         |      | Mendoza Domare: Sálvio Fagundes (Brasilien) | Mendoza Domare: Sálvio Fagundes (Brasilien) |
| 19:15 UTC−3 | 19:15 UTC−3  |                         |         |      | Mendoza Domare: Sálvio Fagundes (Brasilien) | Mendoza Domare: Sálvio Fagundes (Brasilien) |

|             | 12 juli 2011 | Uruguay            | 1 – 0   | Mexiko | Estadio Ciudad de La Plata             |                                        |
| 21:45 UTC−3 | 21:45 UTC−3  | Álvaro Pereira 14′ | (1 – 0) |        | La Plata Domare: Raúl Orosco (Bolivia) | La Plata Domare: Raúl Orosco (Bolivia) |
| 21:45 UTC−3 | 21:45 UTC−3  |                    |         |        | La Plata Domare: Raúl Orosco (Bolivia) | La Plata Domare: Raúl Orosco (Bolivia) |
| 21:45 UTC−3 | 21:45 UTC−3  |                    |         |        | La Plata Domare: Raúl Orosco (Bolivia) | La Plata Domare: Raúl Orosco (Bolivia) |

#### Ranking av lag på tredjeplats
De två bästa treorna kvalificerar sig för kvartsfinaler tillsammans med ettorna och tvåorna från varje grupp.
| Lag (grupp)    | S | V | O | F | GM | IM | MS | P |
| -------------- | - | - | - | - | -- | -- | -- | - |
| Peru (C)       | 3 | 1 | 1 | 1 | 2  | 2  | 0  | 4 |
| Paraguay (B)   | 3 | 0 | 3 | 0 | 5  | 5  | 0  | 3 |
| Costa Rica (A) | 3 | 1 | 0 | 2 | 2  | 4  | −2 | 3 |

### Utslagsspel
|  | Kvartsfinaler      | Kvartsfinaler      |                    |                        | Semifinaler        | Semifinaler |             |        | Final              | Final      |
|  | 0                  | 0                  | 0                  | 0                      | 0                  | 0           | 0           | 0      | 0                  | 0          |
|  | 16 juli - Córdoba  | 16 juli - Córdoba  | 0                  | 0                      |                    |             | 0           | 0      |                    |            |
|  | 16 juli - Córdoba  | 16 juli - Córdoba  | 0                  | 0                      |                    |             | 0           | 0      |                    |            |
|  | 0 Colombia         | 0                  | 0                  | 0                      |                    |             | 0           | 0      |                    |            |
|  | 0 Colombia         | 0                  | 0                  | 0                      | 19 juli - La Plata |             | 0           | 0      |                    |            |
|  | 0 Peru             | 02                 | 0                  | 0                      |                    |             | 0           | 0      |                    |            |
|  | 0 Peru             | 02                 | 0                  | 0                      | 0 Peru             | 0           | 0           | 0      |                    |            |
|  | 16 juli - Santa Fe |                    | 0                  | 0                      | 0 Peru             | 0           | 0           | 0      |                    |            |
|  | 0                  | 0 Uruguay          | 0                  | 02                     | 0                  |             |             | 0      |                    |            |
|  | 0                  | 0 Uruguay          | 0                  | 02                     | 0                  | 0 Argentina | 01 (4)      | 0      |                    |            |
|  | 0                  |                    | 0                  | 24 juli - Buenos Aires | 0                  | 0 Argentina | 01 (4)      | 0      |                    |            |
|  | 0                  | 0 Uruguay          | 01 (5)             | 0                      | 0                  |             |             | 0      |                    |            |
|  | 0                  | 0 Uruguay          | 01 (5)             | 0                      | 0                  | 0 Uruguay   | 03          | 0      |                    |            |
|  | 0                  | 17 juli - La Plata |                    | 0                      | 0                  | 0 Uruguay   | 03          | 0      |                    |            |
|  | 0                  | 0                  | 0 Paraguay         | 0                      | 0                  | 0           |             |        |                    |            |
|  | 0                  | 0                  | 0 Paraguay         | 0                      | 0                  | 0           | 0 Brasilien | 00 (0) |                    |            |
|  | 0                  | 0                  | 20 juli - Mendoza  | 0                      | 0                  |             | 0 Brasilien | 00 (0) |                    |            |
|  | 0                  | 0                  | 0 Paraguay         | 00 (2)                 | 0                  | 0           |             |        |                    |            |
|  | 0                  | 0                  | 0 Paraguay         | 00 (2)                 | 0                  | 0           | 0 Paraguay  | 00 (5) | Bronsmatch         | Bronsmatch |
|  | 0                  | 0                  | 17 juli - San Juan |                        | 0                  | 0           | 0 Paraguay  | 00 (5) | Bronsmatch         | Bronsmatch |
|  | 0                  | 0                  | 0 Venezuela        | 00 (3)                 | 0                  | 0           |             |        |                    |            |
|  | 0                  | 0                  | 0 Venezuela        | 00 (3)                 | 0                  | 0           | 0 Chile     | 01     | 0 Peru             | 04         |
|  | 0                  | 0                  |                    |                        | 0                  | 0           | 0 Chile     | 01     | 0 Peru             | 04         |
|  | 0                  | 0                  | 0 Venezuela        | 02                     | 0                  | 0           | 0 Venezuela | 01     |                    |            |
|  | 0                  | 0                  | 0 Venezuela        | 02                     | 0                  | 0           | 0 Venezuela | 01     |                    |            |
|  |                    |                    |                    |                        |                    |             |             |        | 23 juli - La Plata |            |
|  |                    |                    |                    |                        |                    |             |             |        |                    |            |

#### Kvartsfinaler
|             | 16 juli 2011 | Colombia | 0 – 2 (e.fl.) | Peru                                        | Estadio Mario Alberto Kempes              |                                           |
| 16:00 UTC−3 | 16:00 UTC−3  |          | (0 – 0)       | Carlos Lobatón 101′ Juan Manuel Vargas 111′ | Córdoba Domare: Francisco Chacón (Mexiko) | Córdoba Domare: Francisco Chacón (Mexiko) |
| 16:00 UTC−3 | 16:00 UTC−3  |          |               |                                             | Córdoba Domare: Francisco Chacón (Mexiko) | Córdoba Domare: Francisco Chacón (Mexiko) |
| 16:00 UTC−3 | 16:00 UTC−3  |          |               |                                             | Córdoba Domare: Francisco Chacón (Mexiko) | Córdoba Domare: Francisco Chacón (Mexiko) |

|             | 16 juli 2011 | Argentina                                                                 | 1 – 1 (e.fl.)              | Uruguay                                                              | Estadio Brigadier General Estanislao López  |                                             |
| 19:15 UTC−3 | 19:15 UTC−3  | Gonzalo Higuaín 17′                                                       | (0 – 0; 1 – 1)             | Diego Pérez 5′                                                       | Santa Fe Domare: Carlos Amarilla (Paraguay) | Santa Fe Domare: Carlos Amarilla (Paraguay) |
| 19:15 UTC−3 | 19:15 UTC−3  |                                                                           |                            |                                                                      | Santa Fe Domare: Carlos Amarilla (Paraguay) | Santa Fe Domare: Carlos Amarilla (Paraguay) |
| 19:15 UTC−3 | 19:15 UTC−3  | Lionel Messi Nicolás Burdisso Carlos Tévez Javier Pastore Gonzalo Higuaín | Straffsparksläggning 4 – 5 | Diego Forlán Luis Suárez Andrés Scotti Walter Gargano Martín Cáceres | Santa Fe Domare: Carlos Amarilla (Paraguay) | Santa Fe Domare: Carlos Amarilla (Paraguay) |

|             | 17 juli 2011 | Brasilien                            | 0 – 0 (e.fl.)              | Paraguay                                            | Estadio Ciudad de La Plata                   |                                              |
| 16:00 UTC−3 | 16:00 UTC−3  |                                      |                            |                                                     | La Plata Domare: Sergio Pezzotta (Argentina) | La Plata Domare: Sergio Pezzotta (Argentina) |
| 16:00 UTC−3 | 16:00 UTC−3  |                                      |                            |                                                     | La Plata Domare: Sergio Pezzotta (Argentina) | La Plata Domare: Sergio Pezzotta (Argentina) |
| 16:00 UTC−3 | 16:00 UTC−3  | Elano Thiago Silva André Santos Fred | Straffsparksläggning 0 – 2 | Édgar Barreto Marcelo Estigarribia Cristian Riveros | La Plata Domare: Sergio Pezzotta (Argentina) | La Plata Domare: Sergio Pezzotta (Argentina) |

|             | 17 juli 2011 | Chile              | 1 – 2   | Venezuela                                   | Estadio San Juan del Bicentenario      |                                        |
| 19:15 UTC−3 | 19:15 UTC−3  | Humberto Suazo 69′ | (0 – 1) | Oswaldo Vizcarrondo 34′ Gabriel Cichero 80′ | San Juan Domare: Carlos Vera (Ecuador) | San Juan Domare: Carlos Vera (Ecuador) |
| 19:15 UTC−3 | 19:15 UTC−3  |                    |         |                                             | San Juan Domare: Carlos Vera (Ecuador) | San Juan Domare: Carlos Vera (Ecuador) |
| 19:15 UTC−3 | 19:15 UTC−3  |                    |         |                                             | San Juan Domare: Carlos Vera (Ecuador) | San Juan Domare: Carlos Vera (Ecuador) |

#### Semifinaler
|             | 19 juli 2011 | Peru | 0 – 2   | Uruguay              | Estadio Ciudad de La Plata             |                                        |
| 21:45 UTC−3 | 21:45 UTC−3  |      | (0 – 0) | Luis Suárez 52′, 57′ | La Plata Domare: Raúl Orosco (Bolivia) | La Plata Domare: Raúl Orosco (Bolivia) |
| 21:45 UTC−3 | 21:45 UTC−3  |      |         |                      | La Plata Domare: Raúl Orosco (Bolivia) | La Plata Domare: Raúl Orosco (Bolivia) |
| 21:45 UTC−3 | 21:45 UTC−3  |      |         |                      | La Plata Domare: Raúl Orosco (Bolivia) | La Plata Domare: Raúl Orosco (Bolivia) |

|             | 20 juli 2011 | Paraguay                                                                    | 0 – 0 (e.fl.)              | Venezuela                                                         | Estadio Malvinas Argentinas               |                                           |
| 21:45 UTC−3 | 21:45 UTC−3  |                                                                             |                            |                                                                   | Mendoza Domare: Francisco Chacón (Mexiko) | Mendoza Domare: Francisco Chacón (Mexiko) |
| 21:45 UTC−3 | 21:45 UTC−3  |                                                                             |                            |                                                                   | Mendoza Domare: Francisco Chacón (Mexiko) | Mendoza Domare: Francisco Chacón (Mexiko) |
| 21:45 UTC−3 | 21:45 UTC−3  | Néstor Ortigoza Lucas Barrios Cristian Riveros Osvaldo Martínez Darío Verón | Straffsparksläggning 5 – 3 | Giancarlo Maldonado José Manuel Rey Franklin Lucena Nicolás Fedor | Mendoza Domare: Francisco Chacón (Mexiko) | Mendoza Domare: Francisco Chacón (Mexiko) |

#### Match om tredjepris
|             | 23 juli 2011 | Peru                                                | 4 – 1   | Venezuela       | Estadio Ciudad de La Plata                |                                           |
| 16:00 UTC−3 | 16:00 UTC−3  | William Chiroque 41′ Paolo Guerrero 63′, 90′, 90+2′ | (1 – 0) | Juan Arango 77′ | La Plata Domare: Wilmar Roldán (Colombia) | La Plata Domare: Wilmar Roldán (Colombia) |
| 16:00 UTC−3 | 16:00 UTC−3  |                                                     |         |                 | La Plata Domare: Wilmar Roldán (Colombia) | La Plata Domare: Wilmar Roldán (Colombia) |
| 16:00 UTC−3 | 16:00 UTC−3  |                                                     |         |                 | La Plata Domare: Wilmar Roldán (Colombia) | La Plata Domare: Wilmar Roldán (Colombia) |

#### Final
|             | 24 juli 2011 | Uruguay                               | 3 – 0   | Paraguay | Estadio Monumental Antonio Vespucio Liberti      |                                                  |
| 16:00 UTC−3 | 16:00 UTC−3  | Luis Suárez 11′ Diego Forlán 41′, 89′ | (2 – 0) |          | Buenos Aires Domare: Sálvio Fagundes (Brasilien) | Buenos Aires Domare: Sálvio Fagundes (Brasilien) |
| 16:00 UTC−3 | 16:00 UTC−3  |                                       |         |          | Buenos Aires Domare: Sálvio Fagundes (Brasilien) | Buenos Aires Domare: Sálvio Fagundes (Brasilien) |
| 16:00 UTC−3 | 16:00 UTC−3  |                                       |         |          | Buenos Aires Domare: Sálvio Fagundes (Brasilien) | Buenos Aires Domare: Sálvio Fagundes (Brasilien) |

## Utmärkelser
| Copa América 2011          | Copa América 2011               | Copa América 2011      | Copa América 2011          | Copa América 2011  |
| -------------------------- | ------------------------------- | ---------------------- | -------------------------- | ------------------ |
| Uruguay                    |                                 |                        |                            |                    |
| Turneringens bäste spelare | Turneringens bäste unge spelare | Främste målgöraren     | Turneringens bäste målvakt | Pris för Fair Play |
| Luis Suárez                | Sebastián Coates                | Paolo Guerrero (5 mål) | Justo Villar               | Uruguay            |

## Statistik

### Sluttabell
Resultat efter ordinarie tid; vinst ger tre poäng, oavgjort en poäng och förlust ger inga poäng.
| Nr | Copa América 2011 | S | V | O | F | GM | IM | MS | P  |
| -- | ----------------- | - | - | - | - | -- | -- | -- | -- |
| 1  | Uruguay           | 6 | 3 | 3 | 0 | 9  | 3  | +6 | 12 |
| 2  | Paraguay          | 6 | 0 | 5 | 1 | 5  | 8  | −3 | 5  |
| 3  | Peru              | 6 | 2 | 2 | 2 | 6  | 5  | +1 | 8  |
| 4  | Venezuela         | 6 | 2 | 3 | 1 | 7  | 8  | −1 | 9  |
| 5  | Colombia          | 4 | 2 | 2 | 0 | 3  | 0  | +3 | 8  |
| 6  | Chile             | 4 | 2 | 1 | 1 | 5  | 4  | +1 | 7  |
| 7  | Argentina         | 4 | 1 | 3 | 0 | 5  | 2  | +3 | 6  |
| 8  | Brasilien         | 4 | 1 | 3 | 0 | 6  | 4  | +2 | 6  |
| 9  | Costa Rica        | 3 | 1 | 0 | 2 | 2  | 4  | −2 | 3  |
| 10 | Ecuador           | 3 | 0 | 1 | 2 | 2  | 5  | −3 | 1  |
| 11 | Bolivia           | 3 | 0 | 1 | 2 | 1  | 5  | −4 | 1  |
| 12 | Mexiko            | 3 | 0 | 0 | 3 | 1  | 4  | −3 | 0  |